# Cristina de Inza
Cristina de Inza (Saragozza, 11 agosto 1965) è un'attrice spagnola, nota per aver interpretato il ruolo di Diana Lou Acosta nella soap Un altro domani (Dos vidas).

## Biografia
Cristina de Inza è nata l'11 agosto 1965 a Saragozza (Spagna) ed ha una figlia nata nel 2004.

## Carriera
Cristina de Inza nel 1987 ha terminato i suoi studi presso la scuola d'arte drammatica di Saragozza. Ha inoltre completato tre corsi di tecnico delle attività commerciali e turistiche e si è diplomata presso la scuola di insegnamento EGB. Le sue serie in cui ha riscosso successo sono state MIR, Amare per sempre (Amar en tiempos revueltos), Padres, 14 de abril. La República, Senza identità (Sin identidad), Quello che nascondono i tuoi occhi (Lo que escondían sus ojos), Haciendo cerveza e Un altro domani (Dos vidas), mentre i suoi film in cui ha riscosso successo sono stati La lleenda de los Romeros, El séptimo día e Historias incompletas.

## Filmografia

### Cinema
- La lleenda de los Romeros, regia di Ignacio Bernal (2003)
- El séptimo día, regia di Carlos Saura (2004)
- Plauto, regia di David Gordón (2004)
- Justi & Cia, regia di Ignacio Estaregui (2014)
- Cabeza de perro, regia di Santi Amodeo (2005)
- Lladrones, regia di Jaime Marqués (2006)
- ¿Y tu quién yes?, regia di Antonio Mercero (2006)
- Aprendiendo a vivir (2007)
- Justi&Cia, regia di Ignacio Estaregui (2014)
- Ternura y la tercera persona, regia di Pablo Llorca (2017)
- Historias incompletas, regia di Guillermo González Lanchares, Álvaro Hervás e Manuel Mejías (2021)

### Televisione
- Ana y los 7 – serie TV, 1 episodio (2003)
- Hospital Central – serie TV, 1 episodio (2003)
- Lobos – serie TV, 2 episodi (2005)
- El pasado es mañana – serie TV, 7 episodi (2005)
- El comisario – serie TV, 1 episodio (2006)
- Tirando a dar – serie TV, 1 episodio (2006)
- Hay que vivir – serie TV, 1 episodio (2007)
- Gominolas – serie TV, 1 episodio (2007)
- MIR – serie TV, 10 episodi (2007-2009)
- Amare per sempre (Amar en tiempos revueltos) – soap opera, 178 episodi (2008-2009)
- Cuéntame cómo pasó – serie TV, 1 episodio (2009)
- Padres – serie TV, 27 episodi (2009)
- El asesinato de Carrero Blanco – miniserie TV, 2 episodi (2011)
- 14 de abril. La República – serie TV, 30 episodi (2011-2019)
- Carmina – miniserie TV, 1 episodio (2012)
- Los misterios de Laura – serie TV, 1 episodio (2014)
- Víctor Ros – serie TV, 1 episodio (2014)
- Senza identità (Sin identidad) – serie TV, 9 episodi (2014)
- Velvet – serie TV, 4 episodi (2014-2015)
- El ministerio del tiempo – serie TV, 1 episodio (2015)
- Quello che nascondono i tuoi occhi (Lo que escondían sus ojos) – miniserie TV, 4 episodi (2016)
- Centro médico – serie TV, 2 episodi (2017)
- Haciendo cerveza – serie TV, 13 episodi (2017-2018)
- Abducidos – serie TV, 6 episodi (2018)
- Derecho a soñar – serie TV, 5 episodi (2019)
- Hospital Valle Norte – serie TV, 3 episodi (2019)
- Un altro domani (Dos vidas) – soap opera, 255 episodi (2021-2022)

### Cortometraggi
- El niño de las manos atadas, creato e diretto da Miguel Ángel Mañas (2000)
- Doctor Tabernier, creato e diretto da Fernando Vera (2002)
- La tuerca, scritto e diretto da Melissa Martínez (2003)
- 208 palabras, regia di Avelina Prat (2007)
- Australia, regia di Román Reyes (2015)
- La puerta del infierno, regia di Enrique Novials (2017)
- Ofra & Khalil, regia di Alberto Andrés Lacasta (2019)

## Teatro
- El misántropo di Molière
- Una visita inesperada di Agatha Christie, diretto da Gerardo Maya
- Morir cuerdo, vivir loco, testo e direzione di Fernando Fernán Gómez
- Antihéroes, de Víctor Mira, diretto da Félix Martín
- Gargallo: Un grito en el desierto, creato e diretto da Félix Martín
- Picasso adora la mar, diretto da Carlos Martín
- La costilla asada de Adán di Carmen Rico Godoy, diretto da Ernesto Caballero
- El bestiario, de Javier Tomeo, diretto da Francisco Ortega
- Bodas de sangre di Federico García Lorca, diretto da Félix Martín
- Sin ti, creato e diretto da Pere Sagristá
- La venganza de Don Mendo, diretto da Rafael Campos
- Doña Angelina o el honor de un brigadier, diretto da Rafael Campos
- El amor brujo, diretto da Rafael Campos
- Elecktra, diretto da Félix Martín
- Opereta en calderilla, diretto da Rafael Campos
- Shakespeare’s, diretto da Francisco Ortega
- Pasa de noches, diretto da Francisco Ortega
- La primera clase di Rudolf Sirera, diretto da Lourdes Barba
- El médico a palos di Molière, diretto da Francisco Ortega
- A la llegada jugaremos al Ping-Pong, diretto da Francisco Ortega
- Don Juan... Y si estuviera aquí, diretto da Francisco Ortega
- El Coronel no tiene quien le escriba, diretto da Carlos Saura

## Doppiatrici italiane
Nelle versioni in italiano dei suoi film e delle sue serie TV, Cristina de Inza è stata doppiata da:
- Rossella Izzo[14] in Quello che nascondono i tuoi occhi[15]
- Daniela Debolini[16] in Amare per sempre[17]
- Alessandra Cassioli[18] in Senza identità[19]
- Cristina Boraschi[20] in Velvet[21]
- Alessandra Korompay[22] in Un altro domani[23]